# توماشیتسا
توماشیتسا (به لاتین: Tomašica) یک روستا در بوسنی و هرزگوین است که در جمهوری صرب بوسنی واقع شده‌است. توماشیتسا ۹۰۸ نفر جمعیت دارد.